# Испытание водой

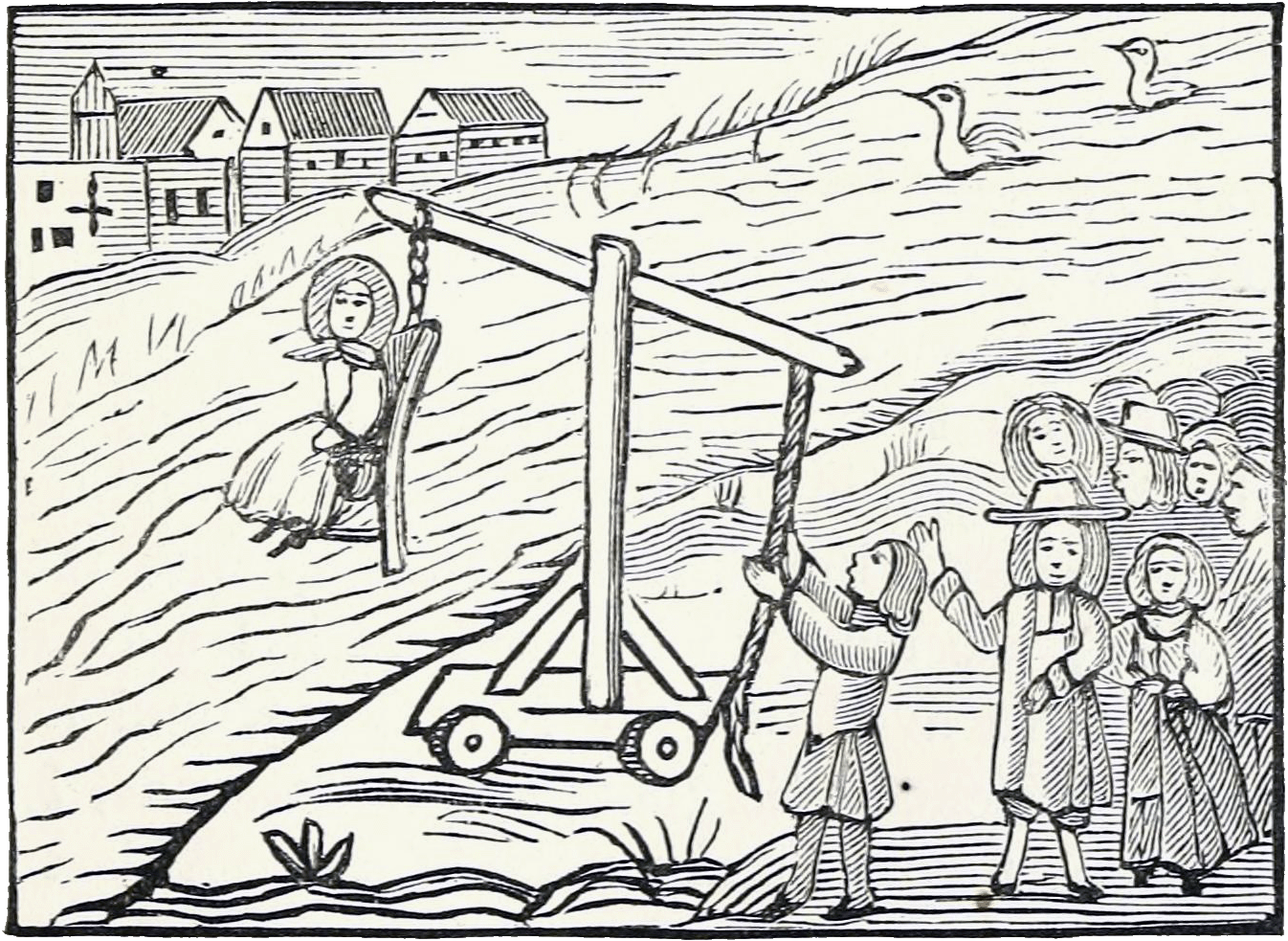
Макание ведьмы

Испытание водой — разновидность ордалий, применявшаяся в древневосточном (в частности, согласно Судебнику Хаммурапи) и средневековом европейском уголовном процессе.

## Испытание холодной водой
При испытании холодной водой связанного обвиняемого в совершении преступления погружали в водоём и признавали виновным, если вода не принимала его. В средневековой Англии вода перед испытанием освящалась священником и для того, чтобы быть признанным невиновным, обвиняемый должен был погрузиться на глубину полтора эльна (178,5 см). В противном случае считалось, что святая вода отторгла грешника и он признавался виновным в совершении преступления. Испытание водой как один из способов доказывания в уголовном процессе был закреплён в Кларендонской (1166) и Нортгемптонской (1176) ассизах короля Англии Генриха II Плантагенета.
В Средние века и эпоху Возрождения испытание водой применялось для «определения» ведьм (т. н. «макание ведьм», от англ. Witch dunking): подозреваемую в колдовстве также связывали и бросали в воду. Свидетельством невиновности являлось погружение подозреваемой в воду (вплоть до утопления), считалось, что вода, как стихия чистоты, не примет «нечистого человека». Соответственно, если подозреваемая всплывала, это свидетельствовало о её принадлежности к ведьмам. Метод часто относился к категории так называемого Божьего суда.